# (1539) Borrelly
(1539) Borrelly ist ein Asteroid des Hauptgürtels, der am 29. Oktober 1940 von dem französischen Astronomen André Patry in Nizza entdeckt wurde.
Der Name des Asteroiden erinnert an den französischen Astronomen Alphonse Louis Nicolas Borrelly.